# Christian Anguiano
Christian Alejandro Anguiana Flores (ur. 5 września 1995) – meksykański zapaśnik w stylu wolnym. Zajął piąte miejsce na igrzyskach panamerykańskich w 2019. Srebrny medalista igrzysk Ameryki Środkowej i Karaibów w 2014. Trzeci na mistrzostwach panamerykańskich w 2016 roku.